# Dennis Wilshaw
Dennis James Wilshaw (* 11. März 1926 in Stoke-on-Trent; † 10. Mai 2004 ebenda) war ein englischer Fußballspieler. Der Stürmer gewann mit den Wolverhampton Wanderers 1954 die englische Meisterschaft und war der erste englische Nationalspieler, der vier Tore in einem prestigeträchtigen Länderspiel gegen Schottland erzielte.

## Sportliche Laufbahn
An seiner Schule in Hanley kam Dennis Wilshaw erstmals mit dem Fußballsport in Kontakt, und als er in der North Staffordshire League für den Packmoor Boys Club spielte, entdeckten ihn die Talentesichter der Wolverhampton Wanderers, als dieser gerade zehn Tore zu einem 16:0-Sieg beisteuerte. Wilshaw erhielt bei den „Wolves“ im September 1943 einen offiziellen Amateurspielerstatus und feierte nur wenige Tage später in der provisorischen Kriegsliga („Wartime League“) seinen Einstand in der ersten Mannschaft. Parallel zu seiner Lehrerausbildung unterzeichnete er im März 1944 einen Profivertrag.
Bevor zur Spielzeit 1946/47 die Football League ihren Betrieb wieder aufnahm und in die erste Nachkriegssaison ging, entschied sich Trainer Ted Vizard dazu, Wilshaw zur Erlangung von Wettkampfpraxis vorerst an den FC Walsall auszuleihen, da zudem ein Mangel an Offensivspielern zu dieser Zeit nicht vorlag. Statt in der obersten englischen Spielklasse auf Torejagd zu gehen, verdingte sich Wilshaw demnach zunächst in der drittklassigen Third Division South. Er spielte dort primär auf der linken Seite und bildete mit Doug Lishman ein gutes Sturmduo. Gut zwei Jahre später kehrte Wilshaw zurück und sollte in Wolverhampton ab September 1948 vordergründig nur Ersatzspieler für den Mittelstürmer Jesse Pye sein, zumal Wilshaw parallel die Loughborough University besuchte. Und so kam er erst am 12. März 1949 zu seinem Debüt in einem offiziellen Profiligaspiel; dieses war jedoch umso spektakulärer, als er auf der Linksaußenposition auf Anhieb alle drei Tore zum 3:0-Sieg gegen Newcastle United schoss. Als Pyes Vertreter blieb er auch in den nächsten beiden Spielen auf Erfolgskurs und schoss jeweils zwei Treffer. Am Ende der Saison 1948/49 verbuchte Wilshaw elf Spiele und zehn Tore, was ihm im Mai 1949 eine Berufung in die englische B-Nationalmannschaft einbrachte, die er mit zwei Toren gegen Finnland beantwortete. Zum Gewinn des FA Cups 1949 trug er jedoch nichts bei, da er während der gesamten Runden unberücksichtigt geblieben war.
Der endgültige sportliche Durchbruch gelang Wilshaw erst in der Saison 1952/53, als sich eine neue Formation in der zentralen Offensive herauszukristallisieren begann. Statt des 1952 abgewanderten Pye bildete nun Wilshaw mit dem Mittelstürmer Roy Swinbourne die neue Doppelspitze. Mit Hilfe seiner hohen Antrittsschnelligkeit, einem harten Schuss mit dem linken Fuß und der Kopfballstärke erzielte er nicht nur 17 Tore in 29 Ligaspielen, sondern machte auch international auf sich aufmerksam, als er in Freundschaftsspielen gegen hochkarätige Gegner von Spartak Moskau bis Honvéd Budapest zur Mitte der 1950er-Jahre auf dem Platz stand. Wilshaws Position war zumeist die eines Innenstürmers, und dort schoss er mit 26 Ligatreffern in der Spielzeit 1953/54 die meisten Tore seiner Mannschaft. Dies reichte für den Gewinn der ersten englischen Meisterschaft in der Geschichte der „Wolves“ und brachte ihm die ersten Länderspiele in der englischen A-Nationalmannschaft ein. Nachdem er bereits bei seinem Debüt am 10. Oktober 1953 anlässlich eines Qualifikationsspiels zur Weltmeisterschaft 1954 (gleichzeitig eine Partie der British Home Championship) zwei Tore zum 4:1-Sieg gegen Wales beigetragen hatte, war er nach zwei Einsätzen bei der WM auch am 7:2-Erfolg gegen den Erzrivalen Schottland am 2. April 1955 mit vier Toren wesentlich beteiligt.
In der Spielzeit 1954/55 schoss Wilshaw 20 Ligatreffer und gewann mit seinem Team eine weitere Vizemeisterschaft. Auch in der Nationalmannschaft kam er mit neun Länderspielen zwischen 1955 und 1956 häufig zum Einsatz, wenngleich er sich den Status eines Stammspielers nicht erarbeiten konnte und die Formation zu dieser Zeit häufig wechselte. In der Spielzeit 1955/56 durchlief er eine leichte sportliche Krise mit nur noch sechs Toren. Mit zunehmendem Konkurrenzdruck in Person von Jimmy Murray und Bobby Mason kam Wilshaw noch einmal auf 20 Ligaeinsätze in der Spielzeit 1956/57, bevor er nach zwölf Meisterschaftspartien zu Beginn der Saison 1957/58 im Dezember 1957 in seine Heimatstadt Stoke-on-Trent zurückkehrte, um dort für eine Ablösesumme von 10.000 Pfund in der zweitklassigen Second Division für Stoke City zu spielen – Drahtzieher hinter dem Transfer war mit Frank Taylor bei Stoke City ein ehemaliger Spieler der Wolverhampton Wanderers.
Wie fast neun Jahre zuvor bei den „Wolves“ traf er auch für die „Potters“ gleich dreifach bei dem Debüt für seinen neuen Verein am 9. Dezember 1957 gegen Swansea Town (6:2). Obwohl Wilshaw mit 31 Jahren nun bereits im fortgeschrittenen Fußballeralter war, blieb seine Trefferquote von nahezu einem Tor in zwei Spielen erhalten und bis Februar 1961 erzielte er in 108 Pflichtspielen 49 Tore. Der Trend bei seinem Klub, der 1959 am Aufstieg in die englische Eliteliga nur knapp scheiterte, war hingegen negativ und Stoke City bewegte sich in die unteren Tabellenregionen der Second Division. Für Wilshaws abruptes Karriereende sorgte schließlich ein Bruch des rechten Beins, den er sich im Februar 1961 in einem FA-Cup-Spiel gegen Newcastle United zuzog.
Wilshaw ging fortan seinem bürgerlichen Beruf nach, arbeitete als Lehrer und wurde unter anderem Direktor einer Schule in Stoke. Dem Fußball blieb er treu und agierte gelegentlich als Scout in seiner Heimatstadt. Am 10. Mai 2004 verstarb Wilshaw im Alter von 78 Jahren.

## Erfolge
- Englischer Meister: 1954